# Багомедов, Ада Магомедмурадович
Ада Магомедмурадович Багомедов (15 января 1996, Губден, Карабудахкентский район, Дагестан, Россия) — российский борец вольного стиля, призёр чемпионата России.

## Биография
В ноябре 2018 года стал бронзовым призёром Межконтинентального Кубка в Хасавюрте. В ноябре 2019 года стал бронзовым призёром на международном турнире  памяти Динмухамеда Кунаева в Казахстане. В сентябре 2021 года в финале международного турнира Гран-при на призы Александра Медведя в Минске уступил Алану Засееву. 26 июня 2022 года в Кызыле стал бронзовым призёром, в схватке за 3 место, его соперник Даурен Куруглиев был снят врачом. В сентябре 2022 года в финале международного турнира Гран-при на призы Александра Медведя в Минске уступил Радику Валиеву. 26 апреля 2024 года ему было присвоено звание мастер спорта России международного класса.

## Спортивные результаты
- Межконтинентальный Кубок 2018 — ;
- Чемпионат России по вольной борьбе 2022 — ;